# Waterkering Vlietepolder
De Waterkering Vlietepolder was een waterschap in de gemeente Wissenkerke op Noord-Beveland, in de Nederlandse provincie Zeeland.
Het waterschap had tot taak het beheer van de zeedijken van de Vlietepolder en delen van de Thoornpolder, de Nieuw-Noord-Bevelandpolder en de Wissekerkepolder. Het was in 1871 opgericht na het calamiteus verklaren van de Vlietepolder. Pas in 1979 werden de taken overgenomen door het Waterschap Noord-Beveland.  